# Parachironomus intermedius
Parachironomus intermedius är en tvåvingeart som beskrevs av Oksana V. Zorina och Makarchenko 2000. Parachironomus intermedius ingår i släktet Parachironomus och familjen fjädermyggor. Inga underarter finns listade i Catalogue of Life.